# Dessau-Roßlau
Dessau-Roßlau là một thành phố thuộc bang Sachsen-Anhalt, Đức. Thành phố có diện tích 244,62  km², dân số thời điểm cuối năm 2006 là 91.243 người.

## Thành phố kết nghĩa
- Argenteuil, Pháp, từ năm 1959
- Klagenfurt, Áo, từ năm 1971
- Ludwigshafen, Đức, từ năm 1988
- Ibbenbüren, Đức, từ năm 1990
- Gliwice, Ba Lan, từ năm 1992
- Nemenčinė, Litva, từ năm 1995
- Roudnice nad Labem, Cộng hoà Séc, từ năm 2004